# David Luna Sánchez
Pour les articles homonymes, voir David Sánchez, Luna et Sánchez.
David Luna Sánchez, né le 27 février 1975 à Bogota, est un avocat et homme politique colombien. Il est Ministre des Technologies de l'information et des Communications de 2015 à 2018 sous la présidence de Juan Manuel Santos.